# リバーサイド (ペンシルベニア州)
リバーサイド (Riverside) は、アメリカ合衆国ペンシルベニア州ノーサンバーランド郡にある町である。2000年現在の人口は1,861人。

## 地理
リバーサイドは北緯40度57分13秒、西経76度38分6秒にある。アメリカ国勢調査局によると、リバーサイドの総面積は13.8km2で、12.5km2が陸地であり、1.2 km2が水に覆われている。

## 人口
2000年の国勢調査によると、リバーサイドの人口は1,861人であり、760世帯、561家族が居住している。人口密度は 1平方キロメートルあたり148.5人である。799軒の家があり、1平方キロメートルあたり63.7軒の家が建っている。町の人種構成は、99.19%が白人、0.05%が黒人ないしアフリカ系アメリカ人、0.00%がアメリカ先住民、0.21%がアジア人、0.00%が太平洋諸島系、0.11%がその他の人種であり、0.43%は混血である。人口の0.64%はラテン系である。
全世帯の30.5%には18歳未満の子供が同居しており、65.0%は夫婦で一緒に生活している。7.0%は夫のいない女性が世帯主であり、26.1%は独身である。全世帯の23.2%は一人暮らしであり、10.1%が65歳以上である。平均世帯人数は2.44人、平均家族人数は2.88人である。
リバーサイドの人口は、22.6%が18歳未満、18歳以上24歳以下が5.1%、25歳以上44歳以下が27.5%、45歳以上64歳以下が28.9%、65歳以上が16.0%である。年齢の中央値は42歳である。女性100人に対して男性は94.3人であり、18歳以上の100人の女性に対して男性は88.6人である。
町の1世帯あたりの平均収入は45,469ドルであり、1家族あたりの平均収入は55,515ドルである。男性の平均収入が38,929ドルに対し、女性の平均収入は25,556ドルである。1人あたりの収入は23,732ドルである。人口の7.1%（全家族の5.7%）が極貧層である。18歳以下の住民の10.4%、65歳以上の住民の9.2%は貧しい生活を送っている。